# UTC+13:45

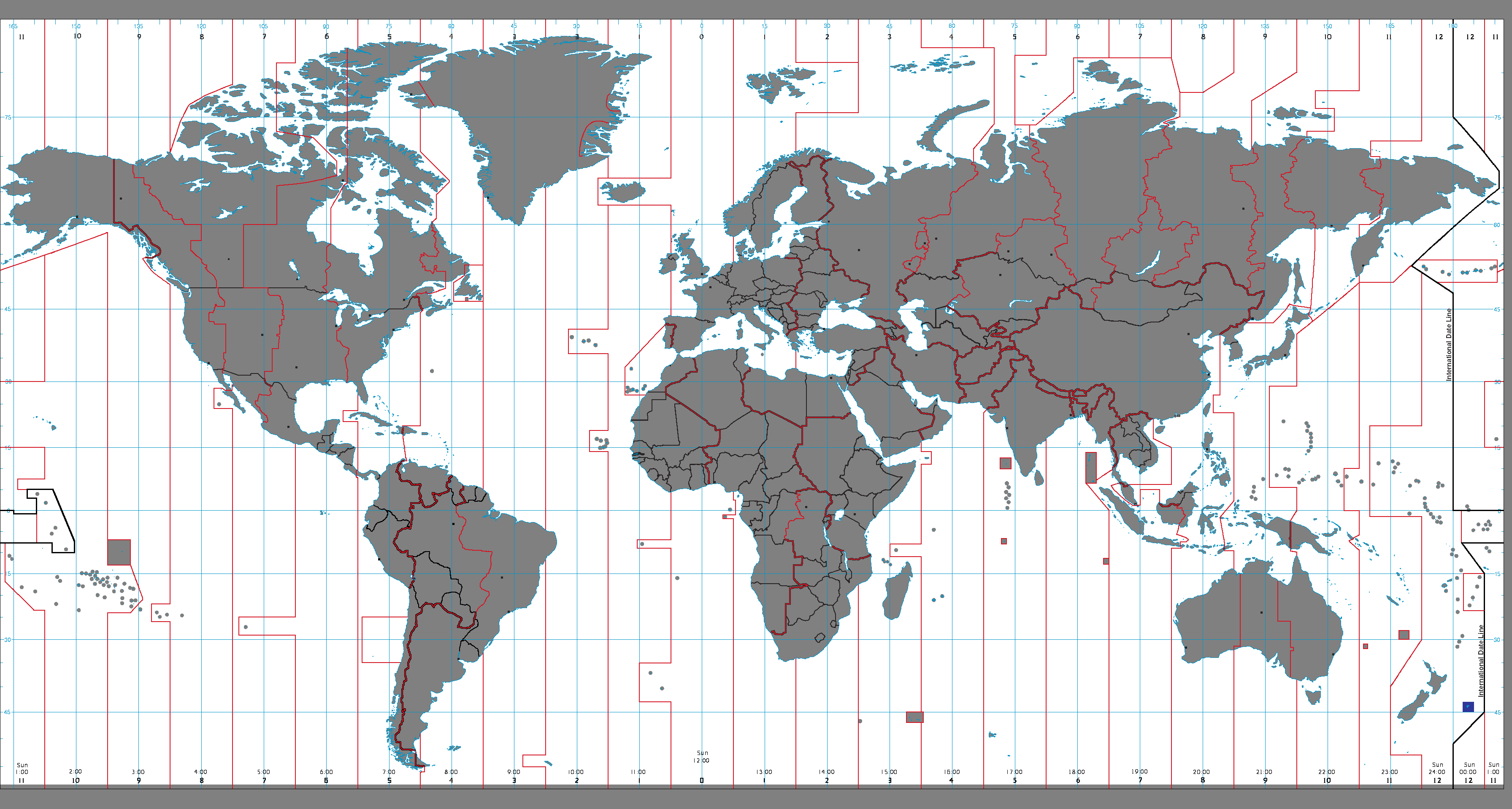
Localizzazione del fuso orario

UTC+13:45 è un fuso orario in anticipo di 13 ore e 45 minuti rispetto all'UTC.

## Zone
UTC+13:45 è utilizzato nei seguenti paesi e territori, unicamente come ora legale:
- Nuova Zelanda :
  - Isole Chatham

## Ora legale
UTC+13:45 è il fuso usato per l'ora legale di UTC+12:45, pertanto durante l'inverno questo fuso orario non è utilizzato in alcun territorio.